# Гадючкіна Клавдія Михайлівна
Гадючкіна Клавдія Михайлівна до шлюбу Кротова (рос. Гадючкина Клавдия Михайловна; нар. 5 грудня 1910 або 24 листопада 1909, Ярославль) — російська довгожителька, чий вік перевіряється Групою геронтологічних досліджень (GRG). Ймовірно вона є найстарішою живою та найстарішою коли небудь людиною в Росії і найстарішою живою людиною в Ярославлі. Можливо вона є 4-ю найстарішою живою людиною в Європі та 6-ю найстарішою живою у світі. Її вік становить 114 років, 225 днів.

## Біографія
Гадючкіна Клавдія Михайлівна народилася 5 грудня 1910 року (але її родина стверджує що вона народилася 24 листопада 1909 року) в Ярославлі, Росія. Її мати було звати Кротова Євлампія Андріївна, а батька Кротов Михайло Ефімович. Мати померла від раку, коли їй було 11 років.
У віці 15 років вона почала працювати на прядильній фабриці «Червоний Перевал», де пропрацювала все своє життя, спочатку підсобним робітником, потім прядильницею.
У неї було 5 дітей. Її старшій дитині Ріті було 11 років на початку Великої Вітчизняної війни. Її старший син Євген народився на початку війни. Один із її дітей народився у січні 1942 року, а молодша дитина народилася а 1945 році. Два її найстарші сини Сергій та Євген пішли в армію. Її чоловік помер у 1956 році через отриману травму на заводі, де він працював.
24 листопада 2019 року в її ймовірний 110-й день народження її привітали Президент Росії Володимир Путін і мер Ярославля Володимир Волков.
Станом на листопад 2022 року у неї було 3 живих дітей (дочка та два сини), 6 внуків, 8 правнуків та 4 праправнуки. У віці 110-ти років вона все ще могла читати книги без окулярів, мити посуд та ще могла ходити без сторонньої допомоги.
Наразі вона проживає в Ярославлі, Росія у віці 114 років, 225 днів, в заявленому віці 115 років, 236 днів.

## Рекорди довгожителя
- 12 листопада 2022 року після смерті Ніни Чагелішвілі, стала найстарішою живою людиною в Росії.
- 13 квітня 2024 року перевершила останній вік Анни Дадикіної, ставши найстарішою коли небудь людиною в Росії.
- 5 грудня 2024 року стала 1-м жителем Росії, 46-м жителем Європи та 227-ю людиною в історії, яка досягла 114 років.
- 24 грудня 2024 року, після смерті Клаудії Баккаріні, стала 9-ю найстарішою живою людиною у світі.
- 29 грудня 2024 року, після смерті Томіко Ітооки, стала 8-ю найстарішою живою людиною у світі.
- 26 квітня 2025 року, після смерті Окагі Хаясі, стала 7-ю найстарішою живою людиною у світі.
- 30 квітня 2025 року, після смерті Іни Канабарро Лукас, стала 6-ю найстарішою живою людиною у світі.

## Дискусія щодо її віку
Згідно з її особистими документами, Гадючкіна народилася 24 листопада 1909 року. Проте фахівці в галузі геронтології при перевірці віку уточнили її вік (у Ярославському архіві зберігся запис у метричній книзі про народження та хрещення дочки Клавдії, згідно висновками GRG та ESO вона народилася 5 грудня 1910 року, але всі російські ЗМІ пишуть що вона 1909 року народження, а геронтологічна Група LongeviQuest (LQ) поки не визнає її вік. У травні GRG заявила, що повторно перевірить її вік і її статус перевіреної переходить до не підтверджених.

## Нагороди
- Ювілейна медаль «80 років Перемоги у Великій Вітчизняній війні 1941—1945[16]»